# Natura morta (Cerrina)
Natura morta è un dipinto di Giuseppe Cerrina. Eseguito nel 1948, appartiene alle collezioni d'arte della Fondazione Cariplo.

## Descrizione
Si tratta di una natura morta esemplificativa della tendenza di Cerrina, descritta da Carrà, a semplificare disegno e composizione e a rendere il soggetto tramite accostamenti di colori.

## Storia
Il dipinto, realizzato nel 1948, fu proposto insieme ad altri per la Biennale di Venezia del 1950, come attestato da un cartiglio apposto sul retro, ma non fu accettato. Venne invece esposto alla Mostra del Sindacato Regionale Lombardo Artisti e Pittori, allestita lo stesso anno presso il Palazzo della Triennale; in quell'occasione venne acquistato dalla Fondazione Cariplo.